# Золоті хіти
Золоті хіти — альбом-компіляція українського співака Олександра Понамарьова, виданий у 2007 році, містить найкращі пісні співака за 15 річну кар'єру.

## Пісні
1. Грім (remix)
2. Серденько (remix)
3. З ранку до ночі
4. Зіронька
5. Ти моя (дует з Н. Могилевською)
6. Перша і остання любов
7. Чомусь так гірко плакала вона
8. Ніжними вустами
9. Святая Анна
10. Дорога
11. Човен
12. Він чекає на неї
13. Крила
14. Вогонь
15. Я люблю тільки тебе
16. Країна
17. Я за твою любов
18. Серце
19. Спи собі сама
20. Три поради
21. Я заблукав